# もりすぎッ!
『もりすぎッ!』は、2007年7月3日から2008年3月25日まで東海テレビで放送されたバラエティ番組。放送時間は毎週火曜 24:35 - 25:05（JST）。

## 概要
インパルスの堤下敦と板倉俊之がメインを務めた深夜のコント番組である。
コントは三流商社・モリスギ商事を舞台にしたオムニバス仕立てのコントで、堤下扮する営業マンが行く先々でその他のレギュラーメンバーが扮するキャラクターと絡み、笑いを繰り広げていた。全体が1日のストーリーのように流れていたのが特徴で、コメディドラマに近い構成だった。モリスギ商事の新入社員面接と称して、レギュラーメンバー以外の芸人がゲスト出演するコーナーもあった。
レギュラー放送開始前の2007年5月14日に、この番組のパイロット版が特番で放送されたことがある。

## 出演者
- 堤下敦（インパルス） - モリスギ商事営業マン
- 板倉俊之（インパルス） - モリスギ商事営業課長、鶴岡製作所の鶴岡さん（2役）
- バカリズム - 営業先の係長
- 柳原可奈子 - フリーター
- 若井おさむ - モリスギ商事営業マン
- 風藤康二（風藤松原） - 鶴岡製作所受付
- 松原義和（風藤松原） - 鶴岡製作所受付
- チャド・イアン・マレーン（ジパング上陸作戦） - バー店員
- 水沢友香 - モリスギ商事社員

## スタッフ
- ナレーター - うすいたかやす
- 構成 - 兼上頼正、三芳和幸、平松政俊、高橋聡之
- 技術プロデューサー - 松浦拓弥
- AP （プロデューサー補） - 榎本睦
- ディレクター - 佃敏史、杉江達也、井村由加
- プロデューサー - 稲吉豊、大林龍彦（共同テレビ）
- チーフプロデューサー - 佐野雅彦
- 制作協力 - 共同テレビ
- 製作著作 - 東海テレビ放送